# Unnim Banc
Unnim Banc fue una entidad financiera catalana. Su origen está en la caja de ahorros que fuera propietaria del banco, la Caixa d'Estalvis Unió de Caixes de Manlleu, Sabadell i Terrassa (Unnim Caixa), la cual surgió de la fusión de tres cajas catalanas: Caixa Manlleu, Caixa Sabadell y Caixa Terrassa. Debido a sus problemas de liquidez, el Gobierno de España nacionalizó Unnim Banc el mismo día en que comenzaba a operar. Posteriormente, fue subastado y vendido a BBVA por la cantidad simbólica de 1 euro. El banco vasco mantuvo Unnim Banc como filial del grupo hasta de mayo de 2013, mes en que liquidó el banco, abandonó la marca, e integró todos sus activos en la empresa matriz.

## Historia

### Constitución de Unnim Banc por parte de Unnim Caixa
Apenas un año después de la fusión de las tres cajas en Unnim Caixa, las nuevas exigencias del Gobierno de España y la nueva Ley de Cajas del año 2011 obligaban a las cajas de ahorros a no operar directamente como venían haciendo tradicionalmente su negocio financiero, sino que debían de crear un banco filial el cual debía ser el que operara el negocio bancario.
Unnim Caixa, adaptándose a la nueva normativa, el 14 de julio de 2011 constituyó un banco del cual sería su único propietario, al cual llamó Unnim Banc. Así, la caja de ahorros transfirió todos sus clientes, activos financieros y ficha bancaria a Unnim Banc, el cual comenzó a operar el 1 de octubre de 2011. Al usar ambas entidades el mismo nombre y ser filiales, la transferencia se hizo de forma transparente a los clientes, ya que el banco operó con la misma marca e imagen corporativa que venía haciéndolo la caja hasta entonces.
La nueva estructura del tándem caja-banco sería similar al resto de cajas de ahorros que había realizado ya el mismo procedimiento: La caja de ahorros, Unnim Caixa, se encargaría exclusivamente de mantener la obra social y el patrimonio cultural mientras que el capital necesario para ello se obtendría mediante los dividendos por beneficio que obtendría de Unnim Banc, al ser la única propietaria del banco.

### Nacionalización de Unnim Banc
El mismo día que el nuevo banco comenzaba a operar, el Gobierno de España, a través del Fondo de Reestructuración Ordenada Bancaria (FROB), decidió nacionalizar el 100 % de Unnim Banc junto a Catalunya Banc y NCG Banco. El FROB valoró en 1 euro simbólico a la entidad catalana, ya que tres informes independientes daban a Unnim un valor negativo de decenas de millones de euros, debido a que la mayoría de sus activos, ligados al ladrillo y el sector de la construcción, se revelaron 'basura'.
En concreto, Unnim Banc recibió 568 millones en forma de capital por parte del FROB. Además, los 380 millones de euros de participaciones preferentes de Unnim Caixa se convertirían en acciones.
La nacionalización de Unnim Banc suponía que el FROB sería su nuevo único propietario, por lo que Unnim Caixa quedaba expulsada del banco que ella misma había creado, y, por ende, también se quedaba sin su única fuente de ingresos, dejando en una situación incierta a la caja de ahorros y eliminando desde ese momento cualquier relación entre Unnim Banc y Unnim Caixa.

### BBVA compra Unnim Banc
El 7 de marzo de 2012, tras un proceso público de adjudicación de la entidad con el objetivo de dar entrada a un nuevo inversor que sustituyese el capital público, Unnim Banc fue adquirido por el BBVA por 1 euro, imponiéndose como la mejor opción al no pedir ayudas de capital o liquidez. Otras entidades que en principio aparecían como favoritas, como Ibercaja y el Banco Popular, o incluso el Banco Santander, que también pujaba en la subasta, sí habrían solicitado ayudas de liquidez. Para realizarse dicha adjudicación, el Fondo de Garantía de Depósitos (FGD) se hizo cargo de la inversión accionarial en Unnim Banc, compensando los 948 millones invertidos previamente por el FROB, e inyectó 953 millones de euros en Unnim Banc.
El 27 de julio de 2012, BBVA completó la compra del 100% de Unnim Banc tras haber obtenido las autorizaciones pertinentes de las autoridades comunitarias.
Ya que Unnim Caixa, la que hubiera sido propietaria del banco, con la venta de Unnim Banc a un tercero, se reafirmaba en su situación de carencia de ingresos, BBVA se comprometió a cerrar un acuerdo con la caja de ahorros por la cual el banco vasco colaboraría aportando capital a los proyectos sociales que desarrollara la caja, sacándola de su incertidumbre económica.
Desde el momento de su compra y durante el primer año, BBVA mantuvo como una empresa independiente dentro del grupo a Unnim Banc, la cual renombró comercialmente como "Unnim - Grup BBVA"

### Liquidación e integración de Unnim Banc en BBVA
El 15 de marzo de 2013, BBVA, aprobó la fusión por absorción de esta entidad con el traspaso en bloque al primero del patrimonio de la sociedad absorbida.
Entre los días 24 y 26 de mayo de 2013, BBVA culminó la integración de Unnim Banc, por lo que se abandonó la marca Unnim y todas sus oficinas cambiaron su rotulación e imagen a la de BBVA. Posteriormente, BBVA dio de baja a Unnim Banc del registro oficial de Bancos y Banqueros de España, al no existir ya la empresa.
Paralelamente, sobre la base de las recomendaciones del gobierno de España y la Unión Europea, la caja de ahorros, Unnim Caixa, también fue liquidada el 24 de mayo de 2013, y, en un proceso tutelado por la Generalidad de Cataluña, sus activos fueron transferidos a una nueva fundación especial que sería su sucesora y que se encontraría bajo el protectorado de la Generalidad. 
Con el fin de evitar confusiones, la nueva fundación también abandonó el nombre 'Unnim', llamándose "Fundació Antigues Caixes Catalanes" (Fundación Antiguas Cajas Catalanas). A su vez, se crearon tres fundaciones dependientes de esta con sede en los territorios de las tres cajas que constituyeran Unnim Caixa —Manlleu, Sabadell y Tarrasa— siendo, respectivamente, la Fundació Especial Antiga Caixa Manlleu, la Fundació Especial Antiga Caixa Sabadell y la Fundació Especial Antiga Caixa Terrassa.

## Red comercial
Unnim Banc operaba en las cuatro provincias catalanas (Barcelona, Gerona, Lérida y Tarragona) y en las provincias de Madrid, Castellón, Valencia, Sevilla y Zaragoza. Llegó a disponer de una red de más de 550 oficinas. Debido a la absorción por parte del BBVA, se rotularon todas las oficinas con el nombre BBVA.